# Cardiacera inermis
Cardiacera inermis är en tvåvingeart som först beskrevs av Paramonov 1958.  Cardiacera inermis ingår i släktet Cardiacera och familjen Pyrgotidae. Inga underarter finns listade i Catalogue of Life.